# Владарж Рожмберкского дома
Владарж Рожмберкского дома (чеш. Vladař domu rožmberského) — официальный титул главы южночешского аристократического рода Рожмберков, символизировавший целостность рожмберкских владений. Титул был впервые принят в 1418 году Ольдржихом II из Рожмберка в период ослабления королевской власти в Чехии; в дальнейшем Ольдржих изготовил несколько поддельных королевских грамот, якобы закрепивших принцип неделимости рожмберкских владений (т. н. «Рожмберкская доминия»). Титул был упразднён с пресечением рода Рожмберков в 1611 году. 
В период существования владаржского титула был только один короткий период, когда отсутствовал его носитель: в 1545—1551 годах по причине несовершеннолетия наследника титула Вилема из Рожмберка его владениями управляли опекуны.
Большая часть владений Рожмберков, во главе которых стоял владарж Рожмберкского дома, в 1628 году вошла в состав вновь учреждённого герцогства Крумловского во главе с Гансом Ульрихом фон Эггенбергом.

## Список владаржей
- 1418—1451 годы Ольдржих II из Рожмберка, сын Йиндржиха III из Рожмберка
- 1451—1457 годы Йиндржих IV из Рожмберка, сын Ольдржиха II
- 1457—1472 годы Ян II из Рожмберка, сын Ольдржиха II
- 1472—1475 годы Йиндржих V из Рожмберка, сын Яна II
- 1475—1493 годы Вок II из Рожмберка, сын Яна II
- 1493—1523 годы Петр IV из Рожмберка, сын Яна II
- 1523—1526 годы Йиндржих VII из Рожмберка, сын Вока II
- 1526—1532 годы Ян III из Рожмберка, сын Вока II
- 1532—1539 годы Йошт III из Рожмберка, сын Вока II
- 1539—1545 годы Петр V из Рожмберка, сын Вока II
- 1551—1592 годы Вилем из Рожмберка, сын Йошта III
- 1592—1611 годы Петр Вок из Рожмберка, сын Йошта III